# Mochlosoma opipare
Mochlosoma opipare là một loài ruồi trong họ Tachinidae.